# زنبوریان زردجامه
زنبوریان زردجامه (نام علمی: Vespinae) نام یک زیرخانواده از تیره زنبوران است.